# 2002年のJリーグ
2002年のJリーグは、J1リーグが3月2日に開幕、11月30日に閉幕した。J2リーグが3月3日に開幕、11月24日に閉幕した。J1リーグの優勝クラブは1stステージ、2ndステージ共にジュビロ磐田となり、年間総合優勝もジュビロ磐田であった。J2リーグの優勝は大分トリニータであった。

## できごと
- 3月2日 - J1が開幕[1]。
- 3月9日 - 鹿島アントラーズが1st第2節・カシマスタジアムでの対清水エスパルス戦に0-1で敗れ、昨春の改装以来のカシマスタジアムでの不敗記録（カップ戦などを含む）が18試合でストップした[2]。
- 3月21日 - ひたちなか市総合運動公園陸上競技場でのJ2・水戸ホーリーホック対大宮アルディージャ戦が強風のため中止となり、3月27日に同競技場で代替開催されることになった[3]。
- 4月6日 - 大分スポーツ公園総合競技場で可動式ドーム型の天井の屋根が閉まらないトラブルが発生。このため、この日の午後に行われたJ2・大分トリニータ対大宮アルディージャ戦は、雨の中での競技となった[4]。
- 4月13日 - FC東京のMF呉章銀が1st第6節・万博記念競技場での対ガンバ大阪戦にJ1最年少出場となる「16歳8か月」で途中出場。これまで阿部勇樹（ジェフユナイテッド市原）が持っていた「16歳10か月」の記録を更新[5]。
- 4月19日 - アビスパ福岡が4月10日の博多の森球技場での対モンテディオ山形戦の試合後に韓国代表のユニフォームをスタンドから投げ入れたサポーター（1人）に1年間ホームの試合で入場禁止にすると発表[6]。
- 5月20日 - Jリーグが4月10日の対モンテディオ山形戦（博多の森球技場）で立ち入り禁止区域にサポーターの乱入を許したアビスパ福岡をけん責処分（始末書提出）にし、制裁金100万円を科した。クラブ側も、友池一寛社長ら3人に最高で減給10パーセント3か月の処分を発表[7]。
- 7月23日 - Jリーグの理事会、総会が東京都内で行われ、日本サッカー協会の新会長に就任した川淵三郎チェアマンの後任に、鹿島アントラーズ前社長の鈴木昌を選任したと発表。任期期間は2年[8]。
- 7月27日
  - 清水エスパルスのMF沢登正朗が1st第11節・日本平スタジアムでの対東京ヴェルディ1969戦に出場し、Jリーグ史上初のリーグ戦通算300試合出場を達成[9]。
  - 浦和レッズのMF福田正博が1st第11節・埼玉スタジアム2002での対京都パープルサンガ戦に出場し、J1通算200試合出場を達成。史上59人目[10]。
  - 1st第11節・市原緑地運動公園臨海競技場でのジェフユナイテッド市原対ジュビロ磐田戦で1試合PK機会5回の最多記録。これまでは3回が最多だった[11]。
- 8月13日 - JリーグがJ1の実行委員会を開き、延長Vゴール方式を今季限りで廃止し、来季からは90分で同点の場合は引き分けとする新方式を採用する方針を固めた[12]。
- 8月17日 - ジュビロ磐田が1st最終節・柏の葉競技場での対柏レイソル戦に3-2で勝利し、2001年1st以来で史上5度目のステージ優勝が決定[13]。
- 8月31日 - 博多の森競技場でのJ2・アビスパ福岡対大分トリニータ戦が台風15号の影響で中止となり、9月3日に同競技場で代替開催されることになった[14]。
- 9月11日 - J1の実行委員会が行なわれ、来季のナビスコ杯について、今季採用されたJ1の16チームのみによる予選リーグと決勝トーナメントという試合方式を継続する見込みとなった[15]。
- 9月17日
  - 東京ヴェルディ1969が9月15日の対鹿島アントラーズ戦で40分に一発退場となったDF田中隼磨への判定を不服としてJリーグに意見書を提出[16]。
  - Jリーグは、川淵三郎前チェアマンが名誉会員となり、9月17日付で入会したと発表。名誉会員に選ばれたのは川淵が初めて[17]。
- 10月26日 - 清水エスパルスが2nd第11節・日本平スタジアムでの対サンフレッチェ広島戦に延長の末2-1で勝利し、Jリーグ通算200勝を達成。鹿島アントラーズ、ジュビロ磐田に次いで史上3チーム目[18]。
- 10月27日 - コンサドーレ札幌が2nd第11節・カシマスタジアムでの対鹿島アントラーズ戦に延長の末2-3で敗れ、J2降格が決定[19]。
- 11月2日 - 大分トリニータがさいたま市大宮公園サッカー場での対大宮アルディージャ戦に1-0で勝利、J2リーグ2位以内が確定し、J1昇格が決定[20]。
- 11月4日 - Jリーグヤマザキナビスコカップの決勝が国立競技場にて行われ、鹿島アントラーズが浦和レッズに1-0で勝利し、2年ぶり3度目の優勝。MVPには小笠原満男（鹿島）を選出[21]。
- 11月23日 - ジュビロ磐田が2nd第14節・ヤマハスタジアムでの対東京ヴェルディ1969戦に延長の末1-0で勝利し、2ndステージの優勝が決定。磐田は1stステージも優勝しているためJリーグチャンピオンシップは開催されず、3年ぶり3度目の年間優勝となった[22]。また、この日は高円宮憲仁親王が11月21日に逝去されたことに哀悼の意を示すため、J1リーグの全ての試合で全選手が喪章を着用してプレーした[注 1][23]。
- 11月24日
  - 4時ごろ、ベガルタ仙台のDFリカルドの乗用車が仙台市青葉区国分町の交差点付近で2台のタクシーと接触・衝突する事故が発生。仙台中央署は、リカルドが前方不注意が原因とみているが、リカルドはブラジルの運転免許証を国際免許に切り替えておらず、同署は道路交通法違反（無免許運転）の疑いで書類送検する方針[24]。
  - 14時50分ごろ、清水エスパルス対鹿島アントラーズ戦の試合前に日本平スタジアムの東側サイドスタンドの2階観客席の外壁から重さ約6キロのモルタル板が落下し、18歳女性の観客が負傷する事故が発生[25]。これを受けて、鈴木昌チェアマンが11月26日に全クラブに対し、競技場の安全確認徹底を文書で通達[26]。
  - J2リーグが全日程を終了[27]。
- 11月30日
  - J1リーグが全日程を終了。サンフレッチェ広島が2nd第15節・札幌ドームでの対コンサドーレ札幌戦に延長の末4-5で敗れ、J2降格が決定[28]。
- 12月12日 - Jリーグで初の合同トライアウトが国立競技場で実施され、J1、J2から戦力外通告を受けた選手80人が参加[29]。
- 12月13日 - アジアサッカー連盟が11月のアジア最優秀チームにジュビロ磐田を選出したことを発表。磐田の受賞は3度目[30]。
- 12月16日 - 2002年度のJリーグの表彰式が横浜アリーナで行われ、最優秀選手賞にジュビロ磐田の高原直泰、新人王に浦和レッズの坪井慶介を選出。坪井はフェアプレー個人賞とのダブル受賞となった[31]。
- 12月24日
  - Jリーグが理事会で、来季からのJ1リーグ戦の延長Vゴール廃止を正式に決定[32]。
  - Jリーグが今季のリーグ戦での退場、警告などによるクラブ別の反則ポイント集計を発表。J1の最多はベガルタ仙台の152点で反則金250万円、J2の最多は湘南ベルマーレの174点で反則金150万円を科された[33]。

## J1
2002年シーズンのJ1は、前年のJ2上位となったベガルタ仙台と京都パープルサンガを加えた16チームにより争われた。仙台は初のトップリーグでのシーズンとなった。

1st・2ndの両ステージを同一チームが制覇したため、チャンピオンシップは開催せずに順位が確定した。
| 順 | チーム                 | 試 | 勝 | 延勝 | 分 | 敗 | 得 | 失 | 差  | 点 | 出場権または降格 |
| -- | ---------------------- | -- | -- | ---- | -- | -- | -- | -- | --- | -- | ---------------- |
| 1  | ジュビロ磐田 (C)       | 30 | 18 | 8    | 1  | 3  | 72 | 30 | +42 | 71 |                  |
| 2  | 横浜F・マリノス        | 30 | 13 | 6    | 4  | 7  | 44 | 27 | +17 | 55 |                  |
| 3  | ガンバ大阪             | 30 | 15 | 4    | 1  | 10 | 59 | 32 | +27 | 54 |                  |
| 4  | 鹿島アントラーズ       | 30 | 17 | 1    | 0  | 12 | 46 | 39 | +7  | 53 |                  |
| 5  | 京都パープルサンガ     | 30 | 11 | 6    | 1  | 12 | 44 | 42 | +2  | 46 |                  |
| 6  | 名古屋グランパスエイト | 30 | 14 | 1    | 1  | 14 | 49 | 41 | +8  | 45 |                  |
| 7  | ジェフユナイテッド市原 | 30 | 12 | 1    | 3  | 14 | 38 | 42 | −4  | 41 |                  |
| 8  | 清水エスパルス         | 30 | 10 | 4    | 3  | 13 | 33 | 43 | −10 | 41 |                  |
| 9  | FC東京                 | 30 | 11 | 2    | 2  | 15 | 43 | 46 | −3  | 39 |                  |
| 10 | 東京ヴェルディ1969     | 30 | 8  | 5    | 3  | 14 | 41 | 43 | −2  | 37 |                  |
| 11 | 浦和レッズ             | 30 | 7  | 6    | 2  | 15 | 41 | 38 | +3  | 35 |                  |
| 12 | 柏レイソル             | 30 | 9  | 1    | 3  | 17 | 38 | 48 | −10 | 32 |                  |
| 13 | ベガルタ仙台           | 30 | 9  | 2    | 1  | 18 | 40 | 57 | −17 | 32 |                  |
| 14 | ヴィッセル神戸         | 30 | 8  | 2    | 3  | 17 | 33 | 44 | −11 | 31 |                  |
| 15 | サンフレッチェ広島 (R) | 30 | 7  | 1    | 3  | 19 | 32 | 47 | −15 | 26 | J2 2003へ降格    |
| 16 | コンサドーレ札幌 (R)   | 30 | 4  | 1    | 1  | 24 | 30 | 64 | −34 | 15 | J2 2003へ降格    |

最終更新は2002年11月30日の試合終了時
出典: J.League Data Site
順位の決定基準: 1. 勝点; 2. 得失点差; 3. 得点数.

## J2
2002年シーズンのJ2は、前年のJ1下位となったセレッソ大阪とアビスパ福岡を加えた12クラブにより争われた。
| 順 | チーム                 | 試 | 勝 | 分 | 敗 | 得 | 失 | 差  | 点 | 出場権または降格 |
| -- | ---------------------- | -- | -- | -- | -- | -- | -- | --- | -- | ---------------- |
| 1  | 大分トリニータ (C) (P) | 44 | 28 | 10 | 6  | 67 | 34 | +33 | 94 | J1 2003へ昇格    |
| 2  | セレッソ大阪 (P)       | 44 | 25 | 12 | 7  | 93 | 53 | +40 | 87 | J1 2003へ昇格    |
| 3  | アルビレックス新潟     | 44 | 23 | 13 | 8  | 75 | 47 | +28 | 82 |                  |
| 4  | 川崎フロンターレ       | 44 | 23 | 11 | 10 | 71 | 53 | +18 | 80 |                  |
| 5  | 湘南ベルマーレ         | 44 | 16 | 16 | 12 | 46 | 43 | +3  | 64 |                  |
| 6  | 大宮アルディージャ     | 44 | 14 | 17 | 13 | 52 | 42 | +10 | 59 |                  |
| 7  | ヴァンフォーレ甲府     | 44 | 16 | 10 | 18 | 51 | 55 | −4  | 58 |                  |
| 8  | アビスパ福岡           | 44 | 10 | 12 | 22 | 58 | 69 | −11 | 42 |                  |
| 9  | サガン鳥栖             | 44 | 9  | 14 | 21 | 41 | 64 | −23 | 41 |                  |
| 10 | 水戸ホーリーホック     | 44 | 11 | 7  | 26 | 45 | 73 | −28 | 40 |                  |
| 11 | モンテディオ山形       | 44 | 6  | 17 | 21 | 29 | 57 | −28 | 35 |                  |
| 12 | 横浜FC                 | 44 | 8  | 11 | 25 | 43 | 81 | −38 | 35 |                  |

最終更新は2002年11月24日の試合終了時
出典: J.League Data Site
順位の決定基準: 1. 勝点; 2. 得失点差; 3. 得点数.

## 入れ替え

### J1からJ2へ降格
J1リーグ年間総合15位のサンフレッチェ広島、同16位のコンサドーレ札幌がJ2へ自動降格した。

### J2からJ1へ昇格
J2リーグ優勝の大分トリニータ、同2位のセレッソ大阪がJ1へ自動昇格した。

## 表彰
| 賞                 | 受賞者（所属クラブ）                 |
| ------------------ | ------------------------------------ |
| 最優秀選手賞       | 高原直泰（ジュビロ磐田）             |
| 得点王             | 高原直泰（ジュビロ磐田）             |
| 新人王             | 坪井慶介（浦和レッドダイヤモンズ）   |
| 最優秀監督賞       | 鈴木政一（ジュビロ磐田）             |
| 優勝監督賞         | 鈴木政一（ジュビロ磐田）             |
| 優秀主審賞         | 岡田正義                             |
| 優秀副審賞         | 手塚洋                               |
| フェアプレー個人賞 | 坪井慶介（浦和レッドダイヤモンズ）   |
| 功労選手賞         | サントス                             |
| J1ベストピッチ賞   | 札幌ドーム                           |
| Join賞             | 浦和レッドダイヤモンズ、ジュビロ磐田 |

この年のJoin賞は観客動員に大きく貢献したクラブを表彰対象とした。

### ベストイレブン
| ポジション | 選手名     | 受賞回数 | 所属クラブ             |
| ---------- | ---------- | -------- | ---------------------- |
| GK         | 曽ヶ端準   | 初       | 鹿島アントラーズ       |
| DF         | 鈴木秀人   | 初       | ジュビロ磐田           |
| DF         | 田中誠     | 2        | ジュビロ磐田           |
| DF         | 松田直樹   | 2        | 横浜F・マリノス        |
| MF         | 小笠原満男 | 2        | 鹿島アントラーズ       |
| MF         | 福西崇史   | 3        | ジュビロ磐田           |
| MF         | 藤田俊哉   | 3        | ジュビロ磐田           |
| MF         | 名波浩     | 4        | ジュビロ磐田           |
| FW         | エメルソン | 初       | 浦和レッドダイヤモンズ |
| FW         | 高原直泰   | 初       | ジュビロ磐田           |
| FW         | 中山雅史   | 4        | ジュビロ磐田           |

## 記録
- J1リーグ通算8,000ゴール

崔龍洙（ジェフユナイテッド市原 2002年9月14日 - 2ndステージ第3節vs名古屋グランパスエイト・瑞穂陸上競技場）
- J2リーグ通算2,000ゴール

小石龍臣（サガン鳥栖 2002年4月20日 - 第10節vs横浜FC・三ツ沢公園陸上競技場）
- J1リーグ年間全試合得点

ジュビロ磐田（30試合・史上初）
- J1リーグ年間アウェーゲーム無敗

ジュビロ磐田（14勝1分・史上初）
- J1昇格チーム開幕連勝記録

5連勝（ベガルタ仙台、延長Vゴール勝ち1試合含む、2002年1stステージ第1節vs東京ヴェルディ1969 - 2002年1stステージ第5節vs鹿島アントラーズ）
- J1リーグアウェー連勝記録

11連勝（ジュビロ磐田、延長Vゴール勝ち4試合含む、2001年2ndステージ第4節vs東京ヴェルディ1969 - 2002年1stステージ第9節vsFC東京）

## その他
- この年より地上波・BSのJリーグ中継の放映を日本放送協会の事実上独占から、NHKと東京放送（TBS）の2社分担に変更。これに伴い、CSの放送にJ SKY SPORTSにプラスしてTBS直系のTBSニュースバードが加わる形となった。